# Simbakubwa
Simbakubwa ist eine Gattung aus der Ordnung der Hyaenodonta, ausgestorbenen fleischfressenden Säugetieren, die möglicherweise den Raubtieren nahestehen. Fossile Überreste der Gattung wurden im westlichen Kenia gefunden und bestehen aus einzelnen Gebissresten, darunter ein nahezu vollständiger Unterkiefer, und zuzüglich einigen wenigen Elementen des Bewegungsapparates. Der Unterkiefer zeichnet sich durch seine außerordentliche Größe aus, er war entsprechend größer als der der meisten heutigen Raubtiere. Größenrekonstruktionen ergeben für Simbakubwa ein Körpergewicht von 280 bis 1550 kg an. Neben der enormen Größe des Unterkiefers charakterisiert sich das Gebiss durch seinen grazilen Bau und die besondere Gestaltung der hinteren Zähne, die einen überwiegend schneidenden Einsatz befürwortet. Das Alter der Funde entspricht mit 26 bis 23 Millionen Jahren dem Unteren Miozän. Die Fossilreste von Simbakubwa wurden bei wissenschaftlichen Felduntersuchungen Ende der 1970er Jahre entdeckt, die Einführung der Gattung erfolgte aber erst im Jahr 2019.

## Beschreibung
Simbakubwa gehört zu den größten bekannten Vertretern der Hyaenodonten. Das bisherige Fossilmaterial setzt sich vorwiegend aus einem Unterkiefer, einem Oberkieferfragment und einzelnen isolierten Zähnen zusammen. Der Unterkiefer ist nahezu vollständig erhalten, aber durch Sedimentauflast verdrückt. Er trägt noch den Eckzahn, den letzten Prämolaren und den letzten Molar, zusätzlich überliefert sind die Alveolen des dritten Prämolaren und der ersten beiden Molaren. Im Oberkiefer stecken noch der Eckzahn sowie der letzte Prämolar und die ersten beiden Molaren, der vorletzte Prämolar wird durch die entsprechende Alveole angezeigt. Der horizontale Knochenkörper des Unterkiefers war niedrig gebaut, seine Höhe betrug etwa nur den zweifachen Wert der Höhe des letzten Molars. Der untere Rand zeigte sich im hinteren Abschnitt etwas konvex ausgezogen. Hinter dem letzten Mahlzahn erhob sich der aufsteigende Ast mit dem Kronenfortsatz in einem Winkel von gut 150 °, der Fortsatz selbst war gerundet. Die Fossa masseterica als Ansatzstelle des Masseter-Muskels an der Außenseite des aufsteigenden Astes wurde oben durch eine kräftige und unten durch eine weniger markante Knochenrippel angezeigt.
Der obere Eckzahn wies einen tropfenartigen Querschnitt auf, entlang der Schneidfläche verlief eine scharfe Kante. Der letzte Prämolar hatte in Aufsicht einen T-förmigen Umriss. In Seitenansicht charakterisierte ihn ein hoch aufragender Zahnhöcker, der Paraconus, der nach hinten etwas überhing. Hier schloss sich zum hinteren Zahnrand hin eine Scherleiste, das Metastyl, als flacher Kegel an, der basal etwa zwei Drittel der Länge des Paraconus beanspruchte. Er besaß eine scharfe Scherkante, die zusammen mit der ebenfalls scharfen Kante der hinteren Flanke des Paraconus (Postmetacrista) den vorderen Teil der Brechschere bildete. Der Zahnabschnitt war funktional identisch zu den entsprechenden Bildungen der beiden Oberkiefermolaren. Als Unterschied wiesen die jeweiligen Metastyle hier eine verhältnismäßig größere Länge auf. Sie waren außerdem länger und schmaler als vergleichsweise bei Hyainailouros. Die Kauflächen der Molaren zeichneten sich durch drei Haupthöcker aus (Para-, Meta- und Protoconus). Der Paraconus bildete den dominanten Höcker. Er war gleichzeitig mit dem Metaconus zu einer Einheit verschmolzen und überragte dessen Spitze etwas, eine typische Eigenschaft der hyainailouriden Hyaenodonten. Die Spitzen der beiden Höcker zeigten sich aber nur auf dem ersten Molar deutlich durch eine Querfurche getrennt und dadurch unterscheidbar, auf dem zweiten fehlt diese Furche. Der Protoconus hatte eine kleine Gestalt und stand isoliert. Das Parastyl am vorderen Zahnrand war eher niedrig und mit einzelnen kleinen Kuppen ausgestattet, was wiederum von Hyainailouros abweicht.
Der untere Eckzahn war seitlich verschmälert und mit einer tiefen Grube auf der Innenseite ausgestattet, die von der Basis bis zur Spitze verlief. Der letzte Prämolar wies zwei Wurzeln auf. Seine Kaufläche wurde vom hohen und spitzen Protoconid dominiert, dessen hintere Flanke eine scharfe Kante bildete. Wie auf den Oberkiefermolaren prägten drei Hauptkuppen die Kauflächen der unteren Mahlzähne (Para-, Proto- und Metaconid). Das Trigonid, ein erhabener Bereich der Kauoberfläche mit den drei Haupthöckern, nahm einen Großteil der Zahnlänge ein, das Talonid, ein tiefer liegender Abschnitt, war sehr kurz. Der Effekt verstärkte sich noch durch das extrem gekürzte Talonid auf dem hintersten Mahlzahn. Das Paraconid war niedriger als das Protoconid und in Bezug auf dieses leicht zur Zungenseite verschoben, was sich auf den hinteren Molaren noch deutlicher abzeichnete als auf dem vordersten. Die Höcker waren seitlich verschmälert, so dass ihr Querschnitt linsen- oder tropfenförmig wirkte. Zwischen der hinteren Kante des Paraconids (Postparacrista) und der vorderen des Protoconids (Preprotocrista) lag eine tiefe Einkerbung, die auf den hinteren Molaren einen Teil der Brechschere einnahm. Der dritte Haupthöcker, das Metaconid, war wie bei fast allen hyainailouriden Hyaenodonten in seiner Größe stark reduziert, was dem Gebiss von Simbakubwa einen hypercarnivoren Charakter verlieh. Das Hypoconid, ein kleiner Höcker am Talonid, erreichte nur ein Drittel der Höhe des Protoconids. Zusätzliche Höcker kamen hier nicht vor, mit Ausnahme des dritten Mahlzahns. Hier war aber das Talonid wie bei Hyainailouros stark verkürzt. Die Mahlzähne nahmen von vorn nach hinten an Größe zu, was als Charakteristikum der Hyaenodonten aufzufassen ist. Bei Simbakubwa war der erste Molar jedoch verhältnismäßig größer als beim ebenfalls riesigen Megistotherium, dessen vorderster Mahlzahn sich extrem verkürzt hervorhob. Insgesamt wies Simbakubwa eine relativ grazile Bezahnung auf. Im Oberkiefer maß der erste Molar 4,6 cm in der Länge und 3,0 cm in der Breite, beim zweiten Molar betrugen die Werte 5,2 und 4,1 cm. Die drei Molaren des Unterkiefers waren jeweils 2,9 cm, 4,6 cm und 5,6 cm lang.
Neben den Schädel- und Gebissresten liegen noch einzelne Elemente des postcranialen Skelettapparates vor. Darunter befindet sich ein Fersenbein, das mit seinem keilförmigen Fersenhöcker (Tuber calcaneus), der gerundeten Sustentaculum-Fazette und der Lage anderer Gelenkflächen an jenen von Hyainailouros erinnert. Des Weiteren wurden noch einzelne Endglieder der Zehen und Finger entdeckt. Diese besaßen ein tief eingekerbtes Ende, wie es typisch für die Hyaenodonten ist.

## Fossilfunde
Das bisher bekannte Fundmaterial von Simbakubwa entstammt der Fundstelle Meswa Bridge im südwestlichen Kenia. Die bedeutende Fossillagerstätte bildet die älteste bekannte von zahlreichen älterneogenen Fundstellen im westlichen Kenia, zu denen unter anderem Songhor und Rusinga Island gehören. Meswa Bridge liegt in den Muhoroni-Agglomeraten an der Basis der Koru-Formation. Die Muhoroni-Agglomerate stellen fein- bis grobkörnige pyroklastische Sedimente dar, in die vereinzelt Gneisgerölle eingearbeitet sind. Die vulkanischen Ablagerungen werden von Rinnen durchzogen, die auf kurzfristige Flussläufe zurückgeführt werden können. Diese erreichen bis zu 10 m Mächtigkeit, sind schwach geschichtet und enthalten sowohl floristisches als auch faunistisches Fossilmaterial. Schon seit den 1920er Jahren bekannt und durch die in den 1930er Jahren erfolgten Beschreibungen fossiler Primatenformen wie Proconsul oder Xenopithecus hervorgehoben, lenkten erst die intensiven Untersuchungen von Martin Pickford im Jahr 1978 einen direkten Fokus der Wissenschaft auf die Muhoroni-Agglomerate. Dabei wurde auch die Fundstelle Meswa Bridge nördlich von Muhoroni am Nordufer des Flusses Meswa entdeckt und zwischen 1979 und 1980 intensiv ausgegraben. Bei den wissenschaftlichen Feldforschungen kamen bedeutende Reste von Primaten zu Tage, darunter wiederum von Proconsul. Weitere Bekanntheit erlangte Meswa Bridge durch den Nachweis fossiler Rüsseltiere wie Eozygodon. Radiometrische Altersdatierungen geben den Muhoroni-Agglomeraten ein Alter von 25,6 bis 23,2 Millionen Jahren, was dem Unteren Miozän entspricht.
Ebenfalls bei den Ausgrabungen Ende der 1970er Jahre wurden die Fossilreste von Simbakubwa geborgen. Sie bestehen aus einem Unterkiefer, einem Oberkiefer und mehreren isolierten Zähnen des hinteren Gebisses, zusätzlich auch aus einzelnen Fuß- und Zehenknochen. Alle Reste werden einem Individuum zugesprochen, was sich unter anderem an den ähnlichen Abnutzungsspuren der Zähne und am Fehlen doppelter Skelettelemente im Postcranium ableiten lässt. Die ursprünglichen Ausgräber ordneten daneben noch weitere Gliedmaßenelemente wie einen Oberarmknochen oder eine Elle und eine Speiche dem gleichen Individuum zu. Sie sind aber nicht eindeutig den Hyaenodonten zuzuweisen und könnten aufgrund ihrer Struktur eher zu einem Vertreter der Anthracotheriidae gehören, die wiederum in der näheren Verwandtschaft der Flusspferde stehen.

## Paläobiologie
Besonders auffallend an Simbakubwa ist die enorme Größe der Fundstücke, die entsprechende Skelettelemente heutiger Raubtiere bei Weitem übertreffen. Für die Bestimmung des Körpergewichts bei ausgestorbenen Formen können verschiedene Methoden herangezogen werden, wovon einige auf den Ausmaßen der Zähne beruhen. Unter Berücksichtigung der durchschnittlichen Größe der Zähne der Brechschere kann für Simbakubwa ein Körpergewicht von 1308 kg angenommen werden, was größer ist als das eines rezenten Eisbären. Bei Verwendung der Ausmaße des dritten unteren Mahlzahns bei Hyaenodonten im Vergleich zum ersten unteren Mahlzahn bei heutigen Katzen mit vergleichbarer hypercarnivorer Gebissstruktur ergibt sich ein Körpergewicht von etwa 1554 kg. Bei Einbeziehung aller Raubtiere mit einer Körpergröße von über 100 kg, aber teils unterschiedlicher Gebissausprägung läge das Körpergewicht von Simbakubwa bei 280 kg, was in etwa mit dem der größten Löwen übereinstimmt. Die Raubtiere sind nur bedingt näher mit den Hyaenodonta verwandt, die vorgenommenen Körpergewichtsschätzungen berücksichtigen daher nicht eventuell auftretende Abweichungen in der generellen Proportion des Körpers. Zudem weicht das Gebiss der Hyaenodonten von dem der Raubtiere ab und bezieht grundsätzlich mehr Zähne in die Brechschere ein, die außerdem vergleichsweise weiter nach hinten verlagert ist. Die Schätzungen der Körpergröße können daher nur als Annäherung an das reale Gewicht ausgestorbener Formen angesehen werden. Es bedarf somit an weiterem Fundmaterial, um die Angaben des Körpergewichts näher einzugrenzen. Trotz der bestehenden Ungenauigkeiten gehört Simbakubwa zu den größten bekannten Hyaenodonten und wurde lediglich von einigen Formen von Hyainailouros und Megistotherium übertroffen.
Die Funde von Simbakubwa fallen mit einer Datierung in das Untere Miozän in einen Zeitraum, in dem durch die Schließung der Tethys eine Landbrücke nach Eurasien entstand und in dessen Konsequenz die Raubtiere Einzug nach Afrika erhielten. Die zunehmende Körpergröße der Hyaenodonten könnte wiederum die Ausbreitung offener Landschaften im Zuge klimatischer Abkühlungen in dieser Zeit reflektieren, was auch eine Größenveränderung einiger pflanzenfressender Säugetiere nach sich zog. Der Gebissaufbau von Simbakubwa ist typisch hypercarnivor, das heißt die Molaren zeigen eine starke Spezialisierung auf eine schneidende Funktion, während eine durchlöchernde oder zerbrechende zurückgebildet ist. Dies deuten unter anderem das reduzierte Metaconid (durchlöchernd) beziehungsweise das verkürzte Talonid und der kleinere Protoconus (zerbrechend) an. Bei heutigen Raubtieren mit hypercarnivorem Gebiss beträgt der  Fleischanteil in der Nahrung wenigstens 70 %. Weitere Untersuchungen an Raubtieren ergaben, dass ab einem Körpergewicht von 21 kg zunehmend Beutetiere der eigenen Gewichtsklasse oder darüber hinaus gestellt werden. Das möglicherweise enorme Gewicht von Simbakubwa stellt die Form in die Größenordnung der ausgestorbenen Anthracotheriidae (Verwandten der Flusspferde) oder von kleineren Nashörnern und Rüsseltieren. Sofern sich die Hyaenodonten-Form auf derartige Großsäuger spezialisiert hatte, nahm sie eine ökologische Nische ein, die heute weitgehend unbesetzt ist, da Raubtiere Pflanzenfresser dieser Größe mit wenigen Ausnahmen ignorieren. Ähnliches wird für das vergleichbar große Megistotherium vermutet, dessen rund 66 cm langer Schädel aus dem Mittleren Miozän von Jebel Zelten in Libyen zu den größten eines Hyaenodonten gehört und dessen aufgesperrtes Maul wohl weit genug war, um die Beinknochen eines Rüsseltiers zu erfassen. Dessen robuste Bezahnung wie die anderer zeitgleicher großer Hyaenodonten, etwa Hyainailouros, unterscheidet sich aber von dem etwas grazileren Gebiss von Simbakubwa, was sich unter anderem in dem breiteren Metastyl der Oberkiefermolaren bei ersteren beiden im Vergleich zum schmalen bei letzterem ausdrückt. Breitere Metastyle wirken durch ihren höheren Anteil an Zahnschmelz einem verstärkten Abrieb bei dauerhafter Nutzung der Zähne entgegen und halten so die scharfen Kanten der Brechschere in Funktion. Die dadurch erkennbaren Änderungen in der Gebissmorphologie vom untermiozänen Simbakubwa hin zu den mittelmiozänen Hyaenodonten zeigen wiederum die ständigen Anpassungen der Vertreter dieser Gruppe an die Umweltbedingungen während dieser Zeit an (teilweise wird auch angedacht, dass das grazile Gebiss und der niedrige Unterkiefer von Simbakubwa im Vergleich zum robusten Gebiss mit hohem Unterkiefer bei Megistotherium möglicherweise ein Geschlechtsdimorphismus widerspiegelt, es liegt bisher jedoch zu wenig Fundmaterial vor, um entsprechende Aussagen zu untermauern). Eine Spezialisierung auf die Jagd besonders großer Säugetiere hat aber unmittelbare Folgen für die Ökologie der frühen miozänen Beutegreifer Afrikas. Da die Fortpflanzungsrate der Großsäuger sehr langsam verläuft und die Tiere wiederum teils empfindlich auf Umweltänderungen reagieren, kann sich eine dadurch verursachte Umstrukturierung der Faunenzusammensetzung mitunter gravierend auf die großen Beutegreifer auswirken.
Weitere Aussagen zur Paläobiologie von Simbakubwa sind aufgrund des geringen Fossilmaterials nur schwer möglich. Das Fersenbein stimmt weitgehend mit dem von Hyainailouros überein, unterscheidet sich aber etwas von dem von Kerberos, einem großen Hyaenodonten aus dem Mittleren Eozän Europas. Für letzteren wird ein Sohlengang rekonstruiert, während der vollständig überlieferte Fuß von Hyainailouros auf einen teils ausgebildeten Zehengang verweist, der unter Umständen auch kräftige Sprünge unterstützte. Die habituelle Veränderung vom Sohlengang zum Zehengang bei heutigen Raubtieren ist eine Reaktion auf die Anpassung an offene Landschaften im Zuge klimatischer Veränderungen. Ein Leben in savannenartigen Gebieten setzt weitgehend eine höhere Mobilität durch größere zurückgelegte Entfernungen voraus. Eine höhere Fußstellung wie im Zehengang verbunden mit der Reduktion der Fußfläche in unmittelbarem Bodenkontakt unterstützt in diesem Fall eine derartige Lebensweise und ist energiesparender im offenen Raum.

## Systematik
Simbakubwa ist eine Gattung aus der ausgestorbenen Familie der Hyainailouridae innerhalb der ebenfalls erloschenen Ordnung der Hyaenodonta. Die Hyaenodonta galten ursprünglich zur Gruppe der Creodonta gehörig, welche im Deutschen teilweise die etwas irreführende Bezeichnung „Urraubtiere“ tragen und die als die Schwestergruppe der heutigen Raubtiere (Carnivora) innerhalb der übergeordneten Gruppe der Ferae angesehen wurden. Die Creodonta bilden aber phylogenetischen Untersuchungen zufolge keine geschlossene Gruppe. Daher wurden sie in die Hyaenodonta und die Oxyaenodonta aufgespalten. Für beide Gruppen typisch ist die gegenüber den Raubtieren weiter nach hinten im Gebiss verlagerte Brechschere. Bei den Hyaenodonten sind zumeist der zweite Oberkiefer- und der dritte Unterkiefermolar involviert. Die Stammesgeschichte der Hyaenodonten währte über einen langen Zeitraum etwa vom Mittleren Paläozän vor rund 60 Millionen Jahren bis in das Mittlere Miozän vor gut 9 bis 10 Millionen Jahren. Als typisches Merkmal der Hyainailouridae kann der zum Amphiconus vereinte Para- und der Metaconus betrachtet werden, wobei ersterer letzteren überragt (bei den verwandten Hyaenodontidae ist das Verhältnis umgekehrt). Innerhalb der Hyainailouridae gehört Simbakubwa zu den entwicklungsgeschichtlich jüngeren Formen innerhalb der Unterfamilie der Hyainailourinae. Bei diesen ist der Verschmelzungsgrad von Para- und Metaconus sehr weit fortgeschritten. Als nahe verwandte Vertreter kommen andere riesige Formen wie Hyainailouros in Betracht.
Die wissenschaftliche Erstbeschreibung von Simbakubwa erfolgte im Jahr 2019 durch Matthew R. Borths und Nancy J. Stevens. Sie basiert auf dem Fossilmaterial aus den untermiozänen Muhoroni-Agglomeraten der Fundstelle Meswa Bridge im westlichen Kenia. Als Holotyp wurde ein linker Unterkieferast ausgewählt, an dem noch der Eckzahn, der letzte Prämolar und der dritte Molar ausgebildet sowie die Alveolen des dritten Prämolaren und der ersten beiden Molaren erhalten sind (Exemplarnummer KNM-ME 20A). Die übrigen Fundobjekte von Meswa Bridge werden als Paratypen eingestuft. Die Funde gehören wahrscheinlich alle einem einzigen Individuum an, die Autoren der Erstbeschreibung ziehen diesen Schluss aber nur unter Vorbehalt, da das Fundmaterial schon mehrere Jahrzehnte vor der Erstbeschreibung ausgegraben worden war und keine direkte Dokumentation verbunden mit den Fundobjekten vorliegt. Der Gattungsname Simbakubwa ist dem Swahili entnommen und setzt sich aus den Wörtern simba für „Löwe“ und kubwa für „groß“ zusammen. Als bisher einzige Art gilt S. kutokaafrika. Auch hier stammt das Artepitheton aus dem Swahili und bedeutet so viel wie „aus Afrika“. Das Binomen wäre somit mit „großer Löwe aus Afrika“ zu übersetzen.